# Colletes annapurnensis
Colletes annapurnensis är en biart som beskrevs av Kuhlmann 2002. Colletes annapurnensis ingår i släktet sidenbin, och familjen korttungebin. Inga underarter finns listade i Catalogue of Life.